# Celanova
Celanova es un municipio de España, en la comarca de Tierra de Celanova, provincia de Orense, comunidad autónoma de Galicia. Es sede del partido judicial n.º 9 de la provincia de Orense y tiene una población de 5727 habitantes (INE 2024).

## Toponimia
Sobre el origen del topónimo "Celanova", los estudios sugieren un origen hagiotopónimo desde los términos "CELLA NOVA", ya que en el lugar existieron asentamientos monacales eclesiásticos como el Monasterio de San Salvador.

## Geografía
La capital de la provincia (Orense) dista 24 km de la villa por la carretera autonómica OU-540, la cual es también la vía principal de comunicación entre esta provincia y Portugal vía Lindoso, actualmente la vía más rápida para llegar a la provincia es la AG-31.

## Historia
Durante la Alta Edad Media, la villa de Celanova fue cabecera de un condado, propiedad del conde Gutierre, padre de San Rosendo e hijo y vasallo del dux Hermenegildo Gutiérrez.

## Demografía
Cuenta con una población de 5727 habitantes (INE 2024).
| Gráfica de evolución demográfica de Celanova entre 1842 y 2021 |
| |
| Población de derecho según los censos de población del INE Población de hecho según los censos de población del INEEntre el censo de 1930 y el anterior, crece el término del municipio porque incorpora a 32504 (Vilanova) Entre el censo de 1970 y el anterior, crece el término del municipio porque incorpora a 32500 (Acebedo del Río) |

## Organización territorial
El municipio está formado por ciento treinta y cinco entidades de población distribuidas en dieciocho parroquias:
- Acebedo del Río[15] (San Jorge)[14][17]
- Amoroce (Santiago)
- Ansemil (Santa María)
- Barja[15] (Santo Tomé)[14][18]
- Bobadela (Santa María)
- Cañón (San Lorenzo)[14][19][20]
- Castromao (Santa María)
- Celanova (San Rosendo)
- Fechas (Santa María)
- Freijo[15] (Santa Cristina)[14][21]
- La Veiga[15]
- Milmanda (Santa Eufemia)
- Mourillones[15] (San Pedro)[14][22]
- Orga (San Miguel)
- Rabal (San Salvador)
- Santa María de Milmanda[15][23][16]
- Vilanova[15] (San Salvador)[14][24][16]
- Viveiro (San Juan)[14][25]

## Patrimonio

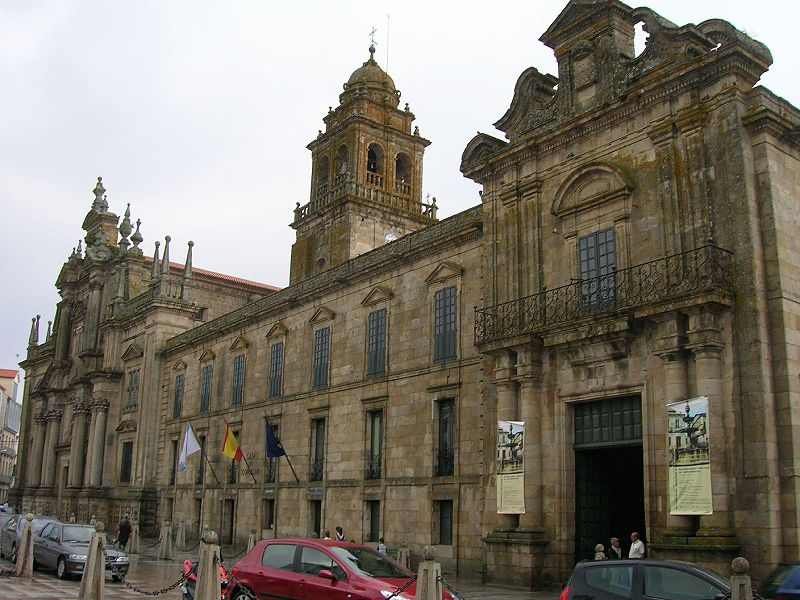
Fachada principal del monasterio de San Salvador

El monasterio de San Salvador fue fundado en 942 por San Rosendo sobre una antigua capilla de propiedad familiar a San Martín.
El monasterio que hoy puede visitarse es el resultado de la evolución histórica que a lo largo del tiempo unas veces experimentó y otras sufrió el edificio. Se inició en los tiempos del fundador con un conjunto de pequeñas edificaciones levantadas en las inmediaciones de una antigua capilla dedicada a San Martín, entre las que documentalmente (que no gráficamente) se sabe por el monje Ordoño de Celanova que eran las siguientes:
- Una iglesia con tres ábsides dedicados a San Salvador, San Pedro y San Juan.
- Capilla mozárabe de San Miguel arcángel.
- Claustros barroco y del Poleiro.
- Viviendas para monjes.
- Viviendas para trabajadores del cenobio.
- Viviendas para peregrinos y huéspedes.

Los alrededores de Celanova, poseen además múltiples sitios de interés cultural, como son:
- Castro de Castromao.
- Torre medieval de Vilanova dos Infantes.
- Santuario de la Virgen del Cristal de Vilanova dos Infantes.

## Gobierno y política
Los partidos políticos más relevantes en el ámbito local son el Partido Popular de Galicia el Partido Socialista de Galicia, el BNG y Celanova Decide.
Histórico de elecciones municipales desde 2007:
- 27 de mayo de 2007: PPdG (7), BNG (3), PSdeG (3)
  - Alcalde electo: Antonio Mouriño Villar (PP).
- 22 de mayo de 2011: PPdG (7), BNG (3), PSdeG (3)
  - Alcalde electo: Antonio Mouriño Villar (PP).
  - Alcalde desde 2012: José Luis Ferro (PP).[28]
- 25 de mayo de 2015: PPdG (8), BNG (3), PSdeG (2)
  - Alcalde electo: José Luis Ferro (PP).[29]
- 26 de mayo de 2019: PPdG (6), CD (4), PSdeG (2), BNG (1)
  - Alcalde electo: Antonio Puga Rodríguez (Celanova Decide).[30][31]

[PPdG: PP de Galicia, BNG: Bloque Nacionalista Galego, PSdeG: Partido Socialista de Galicia y CD: Celanova Decide.]

## Hermanamientos
- Guadix (España)
- Rubí (España)
- Santo Tirso (Portugal)
- Caracas (Venezuela)